# Philippe de Rougemont
Louis Philippe Edgar de Rougemont, född 20 maj 1891 i Lille, Frankrike, död 23 januari 1965, var en fransk målare.
Philippe de Rougemont var son till pastorn Alfred de Rougemont och friherrinnan Franziska von Stain zu Lausnitz. Han var från 1919 gift med Sigrid Wahlström samt blev far till Béatrice Glase. Rougemont studerade vid Académie Delecluse i Paris 1912–1917 samt under ett antal studieresor till Italien, Spanien och Schweiz. Han flyttade till Sverige 1919. Förutom utställningar i sitt hemland medverkade han i utställningar med Sveriges allmänna konstförening. Tillsammans med Alfred Collin ställde han ut i Skövde 1924 och tillsammans med Stig Jonzon och sin fru Sigrid Wahlström i Kalmar 1951. Hans konst består huvudsakligen av porträtt och bland hans verk märks de av Gustav V för Söderbärke kyrka, prins Carl för officersmässen i I 9 i Skövde, skeppsredare Dan Broström på Sjöfartsmuseet i Göteborg, utrikesminister Östen Undén på Utrikesdepartementet, professor Germund Wirgin på Uplands nation i Uppsala samt ett stort antal porträtt av företagsledare och regementschefer som inte visas i offentliga lokaler dessutom målade han figurstudier och nakenstudier. 
Philippe de Rougemont är begravd på Norra begravningsplatsen utanför Stockholm.